# Nationale tuin van Athene

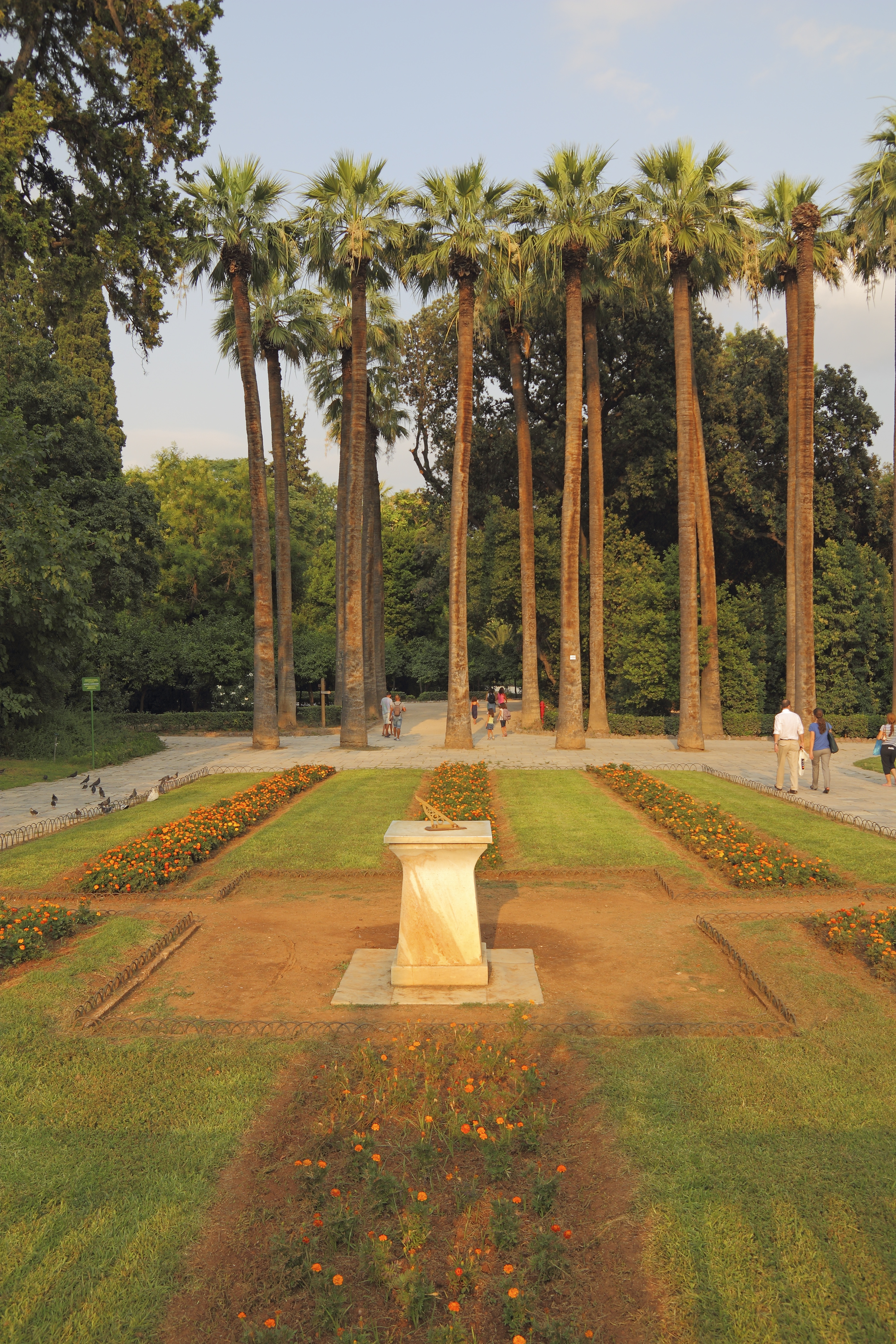
Nationale Tuin
De tuin, een oase in centraal Athene, is ontworpen door Amalia, de eerste koningin van Griekenland

De Nationale tuin (de voormalige Koninklijke Tuin) (Grieks: Εθνικός Κήπος, Ethnikós Kípos) is een tuin in het centrum van de Griekse hoofdstad Athene, van ongeveer 15,5 hectare. De tuin ligt direct achter het Grieks parlementsgebouw (een voormalig koninklijk paleis) en gaat verder naar het zuiden tot het gebied waar de Zappeion ligt, tegenover het Panathinaiko of Kalimarmaro Olympisch Stadion van de Olympische Zomerspelen 1896. In de tuin liggen ook enkele ruïnes, zuilen en andere objecten. In het zuidoosten staan bustes van Capodistrias, het eerste staatshoofd van Griekenland, en van Philhellene, Eynard, en aan de zuidzijde enkele Griekse dichters, Dionysios Solomos, auteur van het Griekse volkslied, en Aristotelis Valaoritis.
Henry Miller schreef in 1939:

"It remains in my memory like no other park I have known. It is the quintessence of a park, the thing one feels sometimes in looking at a canvas or dreaming of a place one would like to be in and never finds."
Vertaling:

"Geen park heeft zich zo in mijn geheugen genesteld als dit park. Het is hét voorbeeld van wat een park moet zijn, dat wat je soms voelt als je naar een schilderij kijkt of als je droomt van een plaats waar je graag zou willen zijn maar die je nooit vindt." 